# Ольховское сельское поселение (Шацкий район)
Ольхо́вское се́льское посе́ление — сельское поселение в Шацком районе Рязанской области Российской Федерации. Административный центр — село Ольхи.

## История
Поселение утверждено 14 апреля 2009 года, советом депутатов муниципального образования Ольховское сельское поселение, в связи с законом «О наделении муниципального образования — Шацкий район статусом муниципального района», принятым Рязанской областной Думой 22 сентября 2004 года.
Законом Рязанской области от 11 мая 2017 года № 24-ОЗ, были преобразованы, путём их объединения Ольховское и Тарадеевское сельские поселения — в Ольховское сельское поселение с административным центром в селе Ольхи.

## Население
| 2010 | 2011  | 2012  | 2013  | 2014  | 2015 | 2016 |
| ---- | ----- | ----- | ----- | ----- | ---- | ---- |
| 722  | ↗794  | ↘677  | ↘656  | ↘633  | ↘603 | ↘584 |
| 2017 | 2018  | 2019  | 2020  | 2021  |      |      |
| ↘567 | ↗1134 | ↘1085 | ↘1062 | ↗1114 |      |      |

## Состав сельского поселения
В состав сельского поселения входит 28 населённых пунктов
1. Александровка (деревня) — 17[14]
2. Андроновка (деревня) — 2[15]
3. Богословка (деревня) — 4[14]
4. Ветринка (деревня) — 1[14]
5. Даниловка (деревня) — 0[15]
6. Илларионовка (деревня) — 50[14]
7. Истинка (деревня) — 8[14]
8. Казачий Дюк (село) — 189
9. Калиновка (деревня) — 6[14]
10. Козино (деревня) — 0[15]
11. Красный Городок (посёлок) — 1[15]
12. Кулики (село) — 190[15]
13. Липяной Дюк (деревня) — 8[15]
14. Марьино (деревня) — 0[15]
15. Мишутино (деревня) — 5[15]
16. Никито-Поляны (деревня) — 19[14]
17. Новая (деревня) — 25[15]
18. Ольхи (село, административный центр) — 398[14]
19. Райполье (село) — 89[14]
20. Студёновка (деревня) — 24[15]
21. Тарадеи (село) — 155[15]
22. Троицкое (деревня) — 2[14]
23. Тюрино (село) — 4[15]
24. Успеновка (деревня) — 13[15]
25. Фёдоровка (деревня) — 0[14]
26. Федосово (село) — 195[14]
27. Цветки (деревня) — 5[14]
28. Шевырляй (село) — 198[15]